# مسمومیت پرتوی
سندرم تشعشع حاد(ARS)، همچنین به عنوان بیماری تابشی یا مسمومیت تابشی شناخته می‌شود، مجموعه‌ای از اثرات سلامتی است که در اثر قرار گرفتن در معرض مقادیر بالای تابش یونیزان در مدت زمان کوتاه ایجاد می‌شود. علائم ممکن است ظرف یک ساعت پس از قرار گرفتن در معرض تابش شروع شود و تا چند ماه ادامه یابد.علائم اولیه معمولاً شامل حالت تهوع، استفراغ و از دست دادن اشتها است. در ساعات یا هفته‌های بعد، ممکن است علائم اولیه بهبود یابد، قبل از بروز علائم اضافی، پس از آن بهبودی یا مرگ رخ می‌دهد.
ARS شامل دوز کلی بیشتر از 0.7 گری (70 راد) است که معمولاً از منبعی خارج از بدن، در عرض چند دقیقه تحویل داده می‌شود. منابع چنین تابشی ممکن است به طور تصادفی یا عمدی رخ دهد.آنها ممکن است شامل راکتورهای هسته‌ای، سیکلوترون‌ها، برخی از دستگاه‌های مورد استفاده در درمان سرطان، سلاح‌های هسته‌ای یا سلاح‌های رادیولوژیکی باشند. به طور کلی به سه نوع تقسیم می‌شود: سندرم مغز استخوان، سندرم گوارشی و سندرم عصبی عروقی، که سندرم مغز استخوان در 0.7 تا 10 گری و سندرم عصبی عروقی در دوزهایی بیش از 50 گری رخ می‌دهد.سلول‌هایی که بیشتر تحت تأثیر قرار می‌گیرند، معمولاً سلول‌هایی هستند که به سرعت در حال تقسیم هستند. در دوزهای بالا، این باعث آسیب DNA می‌شود که ممکن است غیرقابل ترمیم باشد.تشخیص بر اساس سابقه قرار گرفتن در معرض تابش و علائم است.شمارش کامل خون (CBC)مکرر می‌تواند شدت قرار گرفتن در معرض تابش را نشان دهد. 
درمان ARS معمولاً مراقبت‌های حمایتی است. این ممکن است شامل تزریق خون، آنتی‌بیوتیک‌ها، فاکتورهای محرک کلنی یا پیوند سلول‌های بنیادی باشد. مواد رادیواکتیو باقی‌مانده روی پوست یا در معده باید برداشته شود. اگر ید رادیواکتیو استنشاق یا بلعیده شده باشد، یدید پتاسیم توصیه می‌شود.
عوارضی مانند لوسمی و سایر سرطان‌ها در میان بازماندگان به طور معمول مدیریت می‌شوند. نتایج کوتاه‌مدت به میزان قرار گرفتن در معرض تابش بستگی دارد. 
ARS به طور کلی نادر است. یک رویداد واحد می‌تواند تعداد زیادی از افراد را تحت تأثیر قرار دهد، همانطور که در بمباران‌های اتمی هیروشیما و ناکازاکی و فاجعه نیروگاه هسته‌ای چرنوبیل رخ داده است.ARS با سندرم مزمن پرتوگیری که در اثر قرار گرفتن در معرض دوزهای نسبتاً کم تابش برای مدت طولانی رخ می‌دهد، متفاوت است.

## علایم و نشانه‌های بیماری
به طور کلاسیک، ARS به سه شکل اصلی تقسیم می‌شود: خون‌ساز، گوارشی و عصبی-عروقی. این سندرم‌ها ممکن است با یک دوره پیش‌درآمد همراه باشند. سرعت شروع علائم با میزان تابش دریافتی مرتبط است، به طوری که دوزهای بالاتر منجر به تأخیر کوتاه‌تر در شروع علائم می‌شود. این ارائه‌ها فرض می‌کنند که کل بدن در معرض تابش قرار گرفته است و بسیاری از آن‌ها نشانگرهایی هستند که در صورتی که کل بدن در معرض تابش قرار نگرفته باشد، معتبر نیستند. هر سندرم نیاز دارد که بافت نشان‌دهنده خود سندرم در معرض تابش قرار گیرد (به عنوان مثال، سندرم گوارشی در صورتی که معده و روده‌ها در معرض تابش قرار نگرفته باشند، دیده نمی‌شود). برخی از نواحی آسیب دیده عبارتند از:

### خون‌ساز
این سندرم با کاهش تعداد سلول‌های خون، به نام کم‌خونی آپلاستیک، مشخص می‌شود. این ممکن است به دلیل تعداد کم گلبول‌های سفید خون منجر به عفونت شود یا به دلیل کمبود پلاکت‌ها ایجاد خونریزی کند و یا به دلیل تعداد کم گلبول‌های قرمز خون در گردش منجر به کم خونی شود. این تغییرات را می‌توان با آزمایش خون پس از دریافت دوز حاد کل بدن به اندازه ۰.۲۵ گری (۲۵ راد) تشخیص داد، اگرچه ممکن است بیمار هرگز آن‌ها را احساس نکند اگر دوز کمتر از ۱ گری (۱۰۰ راد) باشد. تروما و سوختگی‌های معمولی ناشی از انفجار بمب با بهبود ضعیف زخم ناشی از سندرم خون‌ساز پیچیده شده و مرگ و میر را افزایش می‌دهد.

### گوارشی
این سندرم اغلب پس از دریافت دوزهای جذب شده ۶ تا ۳۰ گری (۶۰۰ تا ۳۰۰۰ راد) رخ می‌دهد. علائم و نشانه‌های این شکل از آسیب تابشی شامل حالت تهوع ، استفراغ ، از دست دادن اشتها و درد شکم است. استفراغ در این بازه زمانی نشانگر قرار گرفتن کل بدن در معرض تابشی است که در محدوده کشنده بالای ۴ گری (۴۰۰ راد) قرار دارد. بدون درمان‌های خاص مانند پیوند مغز استخوان، مرگ با این دوز رایج است و معمولاً بیشتر به دلیل عفونت نسبت به اختلال عملکرد گوارشی است.

### عصبی-عروقی
این سندرم معمولاً در دوزهای جذب شده بیشتر از ۳۰ گری (۳۰۰۰ راد) رخ می‌دهد، اگرچه ممکن است در دوزهایی به پایین ۱۰ گری (۱۰۰۰ راد) نیز رخ دهد. این سندرم با علائم عصبی مانند سرگیجه، سردرد یا کاهش سطح هوشیاری همراه است که در عرض چند دقیقه تا چند ساعت رخ می‌دهد، بدون استفراغ، و تقریباً همیشه کشنده است، حتی با مراقبت‌های ویژه تهاجمی.
علائم اولیه ARS معمولاً شامل حالت تهوع، استفراغ، سردرد، خستگی، تب و یک دوره کوتاه قرمزی پوست است. این علائم ممکن است در دوزهای تابشی به پایین ۰.۳۵ گری (۳۵ راد) رخ دهد. این علائم برای بسیاری از بیماری‌ها رایج هستند و ممکن است به خودی خود نشان‌دهنده بیماری تابشی جاد نباشند.

## سندروم پرتوی پوستی(جلدی)
مفهوم سندرم پرتوئی پوستی (CRS) در سال‌های اخیر با توصیف سندروم پاتولوژیکی مرکب که نتیجه هائی از اکسپوژرهای (در معرض قرار گرفتن) پرتوئی حاد به پوست، معرفی شده بود. سندرم پرتوئی حاد(ARS) معمولاً با زیان به پوست همراه خواهد بود. آن همچنین ممکن است با دریافت یک دوز زیان‌آور به پوست بدن بدون علایم و نشانه‌هایی از (ARS) مخصوصاً با اکسپوژرهای حاد از پرتوهای بتا با اشعه ۹۸٪ ایجاد شود. بعضی وقتها این اتفاق می‌افتد موقعی که ماده‌های رادیواکتیو پوست یا لباس‌ها را آلوده می‌کند.
سندرم پرتوگیری پوستی (CRS) به علائم پوستی ناشی از قرار گرفتن در معرض تابش اشاره دارد. در عرض چند ساعت پس از تابش، قرمزی گذرا و ناپایدار (همراه با خارش) ممکن است رخ دهد. سپس، ممکن است یک فاز نهفته رخ دهد و از چند روز تا چند هفته طول بکشد، زمانی که قرمزی شدید، تاول زدن و زخم شدن محل تابش شده قابل مشاهده است. در بیشتر موارد، بهبودی از طریق روش‌های بازسازی رخ می‌دهد؛ با این حال، دوزهای بسیار بالای پوست می‌تواند باعث ریزش دائمی مو ، آسیب به غدد سباسه و عرق، آتروفی ، فیبروز (بیشتر کلوئید)، کاهش یا افزایش رنگدانه پوست و زخم یا نکروز بافت در معرض تابش شود.
همانطور که در چرنوبیل مشاهده شد، هنگامی که پوست با ذرات بتای پر انرژی تابش می‌شود، پوسته‌پوسته شدن مرطوب (پوسته شدن پوست) و اثرات اولیه مشابه می‌تواند بهبود یابد، اما پس از دو ماه با فروپاشی سیستم عروقی درم همراه است و منجر به از دست دادن تمام ضخامت پوست در معرض تابش می‌شود. مثال دیگر از دست دادن پوست ناشی از قرار گرفتن در معرض سطح بالای تابش در طول حادثه هسته‌ای توکایامورا در سال ۱۹۹۹ است، جایی که تکنسین هیساشی اوچی به دلیل مقادیر بالای تابشی که در طول تابش جذب کرده بود، بیشتر پوست خود را از دست داده بود. این اثر قبلاً با پوست خوک با استفاده از منابع بتای پر انرژی در بیمارستان چرچیل نشان داده شده بود.

## علت
ARS در اثر قرار گرفتن در معرض دوز بالای تابش یونیزان (>~0.1 Gy) در مدت زمان کوتاه (>~0.1 Gy/h) ایجاد می‌شود. تابش آلفا و بتا قدرت نفوذ کمی دارند و بعید است از خارج بدن به اندام‌های حیاتی داخلی آسیب برسانند. هر نوع تابش یونیزان می‌تواند باعث سوختگی شود، اما تابش آلفا و بتا تنها در صورتی می‌تواند این کار را انجام دهد که آلودگی رادیواکتیو یا ریزش هسته‌ای روی پوست یا لباس فرد رسوب کند.
تابش گاما و نوترون می‌تواند مسافت‌های بیشتری را طی کند و به راحتی به بدن نفوذ کند، بنابراین تابش کل بدن معمولاً قبل از بروز اثرات پوستی باعث ARS می‌شود. تابش گامای موضعی می‌تواند بدون هیچ بیماری باعث ایجاد اثرات پوستی شود. در اوایل قرن بیستم، رادیوگرافی‌ها معمولاً دستگاه‌های خود را با تابش دادن دست‌های خود و اندازه‌گیری زمان شروع اریتما کالیبره می‌کردند.

### تصادفی
قرار گرفتن تصادفی در معرض تابش ممکن است نتیجه یک حادثه بحرانی یا رادیوتراپی باشد. حوادث بحرانی متعددی وجود داشته است که به آزمایش‌های اتمی در طول جنگ جهانی دوم بازمی‌گردد، در حالی که دستگاه‌های رادیوتراپی کنترل‌شده توسط کامپیوتر مانند Therac-25 نقش مهمی در حوادث رادیوتراپی ایفا کرده‌اند. مورد دوم ناشی از خرابی نرم‌افزار تجهیزات مورد استفاده برای نظارت بر دوز تابشی داده شده است. خطای انسانی نقش بزرگی در حوادث قرار گرفتن تصادفی در معرض تابش ایفا کرده است، از جمله برخی از حوادث بحرانی و رویدادهای بزرگ‌تر مانند فاجعه چرنوبیل.
رویدادهای دیگر مربوط به منابع یتیم است، که در آن مواد رادیواکتیو به طور ناخودآگاه نگهداری، فروخته یا دزدیده می‌شوند. حادثه گویانیا نمونه‌ای است که در آن یک منبع رادیواکتیو فراموش شده از یک بیمارستان گرفته شد و منجر به مرگ ۴ نفر بر اثر ARS شد. سرقت و تلاش برای سرقت مواد رادیواکتیو توسط سارقان بی‌اطلاع نیز حداقل در یک حادثه منجر به قرار گرفتن در معرض کشنده شده است.
قرار گرفتن در معرض تابش همچنین ممکن است از پروازهای فضایی معمول و شعله‌های خورشیدی ناشی شود که منجر به اثرات تابشی بر روی زمین به شکل طوفان‌های خورشیدی می‌شود. در طول پروازهای فضایی، فضانوردان در معرض تابش کیهانی کهکشانی (GCR) و رویداد ذرات خورشیدی (SPE) قرار دارند. قرار گرفتن در معرض به ویژه در طول پروازهای فراتر از مدار کم زمین (LEO) رخ می‌دهد. شواهد نشان می‌دهد که سطوح تابش SPE گذشته می‌توانست برای فضانوردان محافظت نشده کشنده باشد. سطوح GCR که ممکن است منجر به مسمومیت حاد تابشی شود، کمتر شناخته شده است. دلیل دوم نادرتر است، با رویدادی که احتمالاً در طول طوفان خورشیدی ۱۸۵۹ رخ داده است.

### عمدی
قرار گرفتن عمدی در معرض تابش بحث‌برانگیز است، زیرا شامل استفاده از سلاح‌های هسته‌ای، آزمایش‌های انسانی یا دادن آن به قربانی در یک عمل قتل می‌شود. بمباران‌های اتمی عمدی هیروشیما و ناکازاکی منجر به ده‌ها هزار کشته شد؛ بازماندگان این بمباران‌ها امروزه به عنوان هیباکوشا شناخته می‌شوند.
سلاح‌های هسته‌ای مقادیر زیادی تابش حرارتی را به صورت نور مرئی، مادون قرمز و فرابنفش ساطع می‌کنند که جو تا حد زیادی برای آن شفاف است. این رویداد همچنین به عنوان "فلاش" شناخته می‌شود، جایی که گرما و نور تابشی به پوست در معرض هر قربانی بمباران می‌شود و باعث سوختگی ناشی از تابش می‌شود. مرگ بسیار محتمل است و مسمومیت با تابش تقریباً قطعی است اگر فردی در فضای باز بدون هیچ گونه پوشش زمین یا ساختمان در شعاع ۰ تا ۳ کیلومتری از یک انفجار هوایی ۱ مگاتنی قرار گیرد. ۵۰٪ احتمال مرگ ناشی از انفجار تا حدود ۸ کیلومتری از یک انفجار جوی ۱ مگاتنی گسترش می‌یابد.
آزمایش‌های علمی بر روی انسان در ایالات متحده در طول عصر اتمی به طور گسترده انجام شد. آزمایش‌ها بر روی طیف وسیعی از افراد از جمله معلولان، کودکان، سربازان و زندانیان انجام شد، با سطح درک و رضایت داده شده توسط افراد متغیر از کامل تا هیچ. از سال ۱۹۹۷ به بعد، الزاماتی برای بیماران وجود داشته است که رضایت آگاهانه بدهند و در صورت طبقه‌بندی آزمایش‌ها، اطلاع داده شود. در سراسر جهان، برنامه هسته‌ای شوروی آزمایش‌های انسانی را در مقیاس بزرگ انجام داد که هنوز [از تاریخ؟] توسط دولت روسیه و آژانس روساتوم مخفی نگه داشته می‌شود. آزمایش‌های انسانی که تحت ARS عمدی قرار می‌گیرند، آزمایش‌هایی را که شامل قرار گرفتن در معرض طولانی مدت بودند، مستثنی می‌کند. فعالیت‌های جنایی شامل قتل و تلاش برای قتل است که از طریق تماس ناگهانی قربانی با ماده‌ای رادیواکتیو مانند پلونیوم یا پلوتونیوم انجام می‌شود.

## پاتوفیزیولوژی
رایج‌ترین پیش‌بینی‌کننده ARS، دوز جذب شده کل بدن است. چندین کمیت مرتبط، مانند دوز معادل، دوز مؤثر و دوز متعهد شده، برای سنجش اثرات بیولوژیکی تصادفی بلندمدت مانند بروز سرطان استفاده می‌شود، اما برای ارزیابی ARS طراحی نشده‌اند. برای کمک به جلوگیری از سردرگمی بین این کمیت‌ها، دوز جذب شده بر حسب گری (در SI، نماد واحد Gy) یا راد (در CGS) اندازه‌گیری می‌شود، در حالی که بقیه بر حسب سیورت (در SI، نماد واحد Sv) یا رم (در CGS) اندازه‌گیری می‌شوند. ۱ راد = ۰.۰۱ گری و ۱ رم = ۰.۰۱ سیورت.
در بیشتر سناریوهای قرار گرفتن در معرض حاد که منجر به بیماری تابشی می‌شود، بخش عمده تابش، گامای کل بدن خارجی است، در این صورت دوزهای جذب شده، معادل و مؤثر همه برابر هستند. استثناهایی وجود دارد، مانند حوادث Therac-25 و حادثه بحرانی سسیل کلی در سال ۱۹۵۸، که در آن دوزهای جذب شده بر حسب گری یا راد تنها کمیت‌های مفید هستند، زیرا ماهیت هدفمند قرار گرفتن در معرض بدن است.
درمان‌های رادیوتراپی معمولاً بر حسب دوز جذب شده موضعی تجویز می‌شوند که ممکن است ۶۰ گری یا بالاتر باشد. دوز به حدود ۲ گری در روز برای درمان درمانی تقسیم می‌شود، که به بافت‌های طبیعی اجازه می‌دهد تا تحت ترمیم قرار گیرند و به آن‌ها اجازه می‌دهد تا دوز بالاتری را نسبت به آنچه انتظار می‌رود تحمل کنند. دوز به توده بافت هدف باید بر کل توده بدن، که بیشتر آن تابش ناچیزی دریافت می‌کند، میانگین شود تا به دوز جذب شده کل بدن برسد که بتوان آن را با جدول بالا مقایسه کرد.

### آسیب به DNA
قرار گرفتن در معرض دوزهای بالای تابش باعث آسیب به DNA می‌شود که در صورت عدم ترمیم، بعداً باعث ایجاد ناهنجاری‌های کروموزومی جدی و حتی کشنده می‌شود. تابش یونیزان می‌تواند گونه‌های فعال اکسیژن تولید کند و مستقیماً با ایجاد رویدادهای یونیزاسیون موضعی به سلول‌ها آسیب برساند. مورد اول برای DNA بسیار مضر است، در حالی که رویدادهای دوم خوشه‌ای از آسیب DNA ایجاد می‌کنند. این آسیب شامل از دست دادن نوکلئوبازها و شکستگی ستون فقرات قند-فسفات است که به نوکلئوبازها متصل می‌شود. سازمان‌دهی DNA در سطح هیستون‌ها، نوکلئوزوم‌ها و کروماتین نیز بر حساسیت آن به آسیب تابشی تأثیر می‌گذارد. آسیب خوشه‌ای، که به عنوان حداقل دو ضایعه در یک چرخش مارپیچی تعریف می‌شود، به ویژه مضر است. در حالی که آسیب DNA به طور مکرر و طبیعی در سلول از منابع درون‌زا رخ می‌دهد، آسیب خوشه‌ای یک اثر منحصر به فرد از قرار گرفتن در معرض تابش است. آسیب خوشه‌ای زمان بیشتری برای ترمیم نیاز دارد و احتمال ترمیم آن کمتر است. دوزهای تابشی بزرگتر بیشتر مستعد ایجاد خوشه‌بندی تنگاتنگ آسیب هستند و آسیب‌های نزدیک به هم به طور فزاینده‌ای کمتر احتمال ترمیم دارند.
جهش‌های سوماتیک نمی‌توانند از والدین به فرزندان منتقل شوند، اما این جهش‌ها می‌توانند در خطوط سلولی درون یک ارگانیسم تکثیر شوند. آسیب تابشی همچنین می‌تواند باعث ایجاد ناهنجاری‌های کروموزومی و کروماتیدی شود و اثرات آن‌ها به این بستگی دارد که سلول در کدام مرحله از چرخه میتوزی هنگام تابش قرار دارد. اگر سلول در مرحله بینابینی باشد، در حالی که هنوز یک رشته منفرد کروماتین است، آسیب در طول فاز S1 چرخه سلولی تکثیر می‌شود و یک شکستگی در هر دو بازوی کروموزوم وجود خواهد داشت؛ سپس آسیب در هر دو سلول دختر آشکار خواهد شد. اگر تابش پس از تکثیر رخ دهد، فقط یک بازو آسیب می‌بیند؛ این آسیب فقط در یک سلول دختر آشکار خواهد شد. یک کروموزوم آسیب دیده ممکن است به یک کروموزوم دیگر یا به خود متصل شود و چرخه شود.

## تشخیص
تشخیص معمولاً بر اساس سابقه قرار گرفتن در معرض تابش قابل توجه و یافته‌های بالینی مناسب انجام می‌شود. شمارش مطلق لنفوسیت می‌تواند برآورد تقریبی از میزان تابش دریافتی را ارائه دهد. زمان از قرار گرفتن در معرض تابش تا استفراغ همچنین می‌تواند برآوردهایی از سطوح قرار گرفتن در معرض تابش ارائه دهد اگر کمتر از ۱۰ گری (۱۰۰۰ راد) باشد.

## پیشگیری
اصل راهنمای ایمنی تابش، "کمترین میزان ممکن" (ALARA) است. این بدان معناست که تا حد ممکن از قرار گرفتن در معرض تابش اجتناب کنید و شامل سه مؤلفه زمان، فاصله و محافظت است.

### زمان
هرچه انسان‌ها بیشتر در معرض تابش قرار گیرند، دوز دریافتی بیشتر خواهد بود. توصیه‌ای که در کتابچه راهنمای جنگ هسته‌ای با عنوان «مهارت‌های بقای جنگ هسته‌ای» که توسط کرستون کرنی در ایالات متحده منتشر شده بود، این بود که اگر کسی نیاز به ترک پناهگاه داشت، باید این کار را به سرعت انجام دهد تا قرار گرفتن در معرض تابش به حداقل برسد.
در فصل ۱۲، او می‌گوید: «قرار دادن یا ریختن سریع زباله‌ها در خارج از پناهگاه پس از توقف رسوب مواد پرتوزا خطرناک نیست. به عنوان مثال، فرض کنید پناهگاه در منطقه‌ای با ریزش شدید مواد پرتوزا قرار دارد و نرخ دوز در خارج ۴۰۰ رونتگن (R) در ساعت است، که برای دادن یک دوز بالقوه کشنده در حدود یک ساعت به فردی که در معرض هوای آزاد قرار دارد، کافی است. اگر فردی نیاز داشته باشد که فقط برای ۱۰ ثانیه در معرض تابش قرار گیرد تا یک سطل را خالی کند، در این ۱/۳۶۰ ساعت، او فقط حدود ۱ R دوز دریافت خواهد کرد. در شرایط جنگی، دوز اضافی ۱ R از اهمیت کمی برخوردار است.» در زمان صلح، به کارگران پرتودهی آموزش داده می‌شود که هنگام انجام کاری که آن‌ها را در معرض تابش قرار می‌دهد، تا حد ممکن سریع عمل کنند. به عنوان مثال، بازیابی یک منبع رادیواکتیو باید تا حد ممکن سریع انجام شود.

### محافظت
معمولاً، ماده تابش را تضعیف می‌کند، بنابراین قرار دادن هر جرمی (مانند سرب، خاک، کیسه‌های شن، وسایل نقلیه، آب، حتی هوا) بین انسان و منبع، دوز تابش را کاهش می‌دهد. با این حال، این همیشه صادق نیست؛ هنگام ساخت محافظ برای یک هدف خاص باید دقت کرد. به عنوان مثال، اگرچه مواد با عدد اتمی بالا در محافظت از فوتون‌ها بسیار موثر هستند، اما استفاده از آن‌ها برای محافظت از ذرات بتا ممکن است به دلیل تولید اشعه ایکس ترمز، باعث افزایش قرار گرفتن در معرض تابش شود، و بنابراین مواد با عدد اتمی پایین توصیه می‌شود. همچنین، استفاده از ماده‌ای با سطح مقطع فعال‌سازی نوترون بالا برای محافظت از نوترون‌ها منجر به رادیواکتیو شدن خود ماده محافظ و در نتیجه خطرناک‌تر شدن آن نسبت به زمانی که وجود نداشت، می‌شود.
انواع بسیاری از استراتژی‌های محافظتی وجود دارد که می‌توان برای کاهش اثرات قرار گرفتن در معرض تابش استفاده کرد. تجهیزات حفاظتی آلودگی داخلی مانند ماسک‌های تنفسی برای جلوگیری از رسوب داخلی در نتیجه استنشاق و بلع مواد رادیواکتیو استفاده می‌شوند. تجهیزات حفاظتی پوستی، که از آلودگی خارجی محافظت می‌کنند، برای جلوگیری از رسوب مواد رادیواکتیو بر روی ساختارهای خارجی، محافظت ایجاد می‌کنند. در حالی که این اقدامات محافظتی مانعی در برابر رسوب مواد رادیواکتیو ایجاد می‌کنند، اما از تابش گامای نفوذپذیر خارجی محافظت نمی‌کنند. این امر هر کسی را که در معرض اشعه گاما نفوذپذیر قرار دارد در معرض خطر بالای ARS قرار می‌دهد.
به طور طبیعی، محافظت کل بدن در برابر تابش گامای پر انرژی مطلوب است، اما جرم مورد نیاز برای ارائه تضعیف کافی، حرکت عملکردی را تقریباً غیرممکن می‌کند. در صورت وقوع یک فاجعه تابشی، پرسنل پزشکی و امنیتی به تجهیزات حفاظتی متحرک نیاز دارند تا بتوانند با خیال راحت در مهار، تخلیه و بسیاری از اهداف ضروری ایمنی عمومی کمک کنند.
تحقیقاتی در مورد امکان‌پذیری محافظت جزئی بدن انجام شده است، یک استراتژی محافظت در برابر تابش که محافظت کافی را تنها برای حساس‌ترین اندام‌ها و بافت‌های داخل بدن فراهم می‌کند. آسیب سلول‌های بنیادی غیرقابل برگشت در مغز استخوان اولین اثر تهدیدکننده زندگی ناشی از قرار گرفتن در معرض تابش شدید است و بنابراین یکی از مهم‌ترین عناصر بدن برای محافظت است. به دلیل خاصیت بازسازی سلول‌های بنیادی خون‌ساز، تنها محافظت از مغز استخوان کافی برای بازسازی مناطق در معرض بدن با عرضه محافظت شده ضروری است. این مفهوم امکان توسعه تجهیزات حفاظت در برابر تابش متحرک سبک وزن را فراهم می‌کند که محافظت کافی را فراهم می‌کند و شروع ARS را به دوزهای قرار گرفتن در معرض بسیار بالاتر موکول می‌کند. یک نمونه از چنین تجهیزاتی، گاما ۳۶۰ است، یک کمربند محافظت در برابر تابش که محافظت انتخابی را برای محافظت از مغز استخوان ذخیره شده در ناحیه لگن و همچنین سایر اندام‌های حساس به تابش در ناحیه شکم اعمال می‌کند بدون اینکه مانع تحرک عملکردی شود.

### کاهش جذب
در جایی که آلودگی رادیواکتیو وجود دارد، یک ماسک تنفسی الاستومری، ماسک گرد و غبار یا رعایت بهداشت خوب ممکن است بسته به ماهیت آلاینده، محافظت ارائه دهد. قرص‌های یدید پتاسیم (KI) می‌توانند خطر ابتلا به سرطان را در برخی شرایط به دلیل جذب کندتر ید رادیواکتیو محیطی کاهش دهند. اگرچه این امر از هیچ اندامی به جز غده تیروئید محافظت نمی‌کند، اما اثربخشی آن‌ها همچنان به شدت به زمان مصرف بستگی دارد، که غده را برای مدت ۲۴ ساعت محافظت می‌کند. آن‌ها از ARS جلوگیری نمی‌کنند زیرا هیچ محافظتی در برابر سایر رادیونوکلئیدهای محیطی ارائه نمی‌دهند.

### کاهش دوز
اگر یک دوز عمدی به چندین دوز کوچکتر تقسیم شود و برای بهبودی بین تابش‌ها زمان داده شود، همان دوز کل باعث مرگ سلولی کمتری می‌شود. حتی بدون وقفه، کاهش نرخ دوز به زیر ۰.۱ Gy/h نیز تمایل به کاهش مرگ سلولی دارد. این تکنیک به طور معمول در رادیوتراپی استفاده می‌شود.
بدن انسان حاوی بسیاری از انواع سلول‌ها است و انسان می‌تواند با از دست دادن یک نوع سلول در یک اندام حیاتی کشته شود. برای بسیاری از مرگ‌های ناشی از تابش کوتاه‌مدت (۳ تا ۳۰ روز)، از دست دادن دو نوع مهم سلول که دائماً در حال بازسازی هستند باعث مرگ می‌شود. از دست دادن سلول‌های تشکیل‌دهنده سلول‌های خونی (مغز استخوان) و سلول‌های دستگاه گوارش (میکروویلی، که بخشی از دیواره روده‌ها را تشکیل می‌دهند) کشنده است.

## مدیریت
درمان معمولاً شامل مراقبت‌های حمایتی با اقدامات علامتی احتمالی است. مورد اول شامل استفاده احتمالی از آنتی‌بیوتیک‌ها، فرآورده‌های خونی، فاکتورهای تحریک‌کننده کلونی و پیوند سلول‌های بنیادی است.

### ضد میکروب ها
رابطه مستقیمی بین درجه نوتروپنی که پس از قرار گرفتن در معرض تابش ظاهر می‌شود و افزایش خطر ابتلا به عفونت وجود دارد. از آنجایی که هیچ مطالعه کنترل‌شده‌ای در مورد مداخله درمانی در انسان وجود ندارد، بیشتر توصیه‌های فعلی بر اساس تحقیقات حیوانی است.
درمان عفونت‌های تثبیت شده یا مشکوک پس از قرار گرفتن در معرض تابش (مشخص شده با نوتروپنی و تب) مشابه درمان مورد استفاده برای سایر بیماران نوتروپنیک تب‌دار است. با این حال، تفاوت‌های مهمی بین این دو وضعیت وجود دارد. افرادی که پس از قرار گرفتن در معرض تابش دچار نوتروپنی می‌شوند، همچنین مستعد آسیب تابشی در بافت‌های دیگر مانند دستگاه گوارش، ریه‌ها و سیستم عصبی مرکزی هستند. این بیماران ممکن است به مداخلات درمانی نیاز داشته باشند که در سایر انواع بیماران نوتروپنیک مورد نیاز نیست. پاسخ حیوانات تابش دیده به درمان ضد میکروبی می‌تواند غیرقابل پیش‌بینی باشد، همانطور که در مطالعات آزمایشی مشاهده شد که درمان‌های مترونیدازول و پفلکساسین مضر بودند.
آنتی‌میکروب‌هایی که تعداد باکتری‌های بی‌هوازی سخت‌گیرانه فلور روده را کاهش می‌دهند (یعنی مترونیدازول) به طور کلی نباید داده شوند زیرا ممکن است عفونت سیستمیک را توسط باکتری‌های هوازی یا اختیاری تشدید کنند و در نتیجه مرگ و میر پس از تابش را تسهیل کنند.
یک رژیم تجربی آنتی‌میکروب‌ها باید بر اساس الگوی حساسیت باکتریایی و عفونت‌های بیمارستانی در منطقه آسیب‌دیده و مرکز پزشکی و درجه نوتروپنی انتخاب شود. درمان تجربی طیف گسترده (به گزینه‌های زیر مراجعه کنید) با دوزهای بالای یک یا چند آنتی‌بیوتیک باید در شروع تب آغاز شود. این آنتی‌میکروب‌ها باید برای ریشه‌کن کردن باسیل‌های هوازی گرم منفی (یعنی انتروباکتریاسه، سودوموناس) که بیش از سه چهارم ایزوله‌های ایجاد کننده سپسیس را تشکیل می‌دهند، هدایت شوند. از آنجایی که باکتری‌های گرم مثبت هوازی و اختیاری (عمدتاً استرپتوکوک‌های آلفا-همولیتیک) باعث سپسیس در حدود یک چهارم قربانیان می‌شوند، پوشش برای این ارگانیسم‌ها نیز ممکن است مورد نیاز باشد.
یک برنامه مدیریت استاندارد برای افراد مبتلا به نوتروپنی و تب باید تدوین شود. رژیم‌های تجربی حاوی آنتی‌بیوتیک‌هایی هستند که به طور گسترده علیه باکتری‌های هوازی گرم منفی فعال هستند (کینولون‌ها: مانند سیپروفلوکساسین، لووفلوکساسین، یک سفالوسپورین نسل سوم یا چهارم با پوشش سودومونال: مانند سفپیم، سفتازیدیم یا یک آمینوگلیکوزید: مانند جنتامایسین، آمیکاسین).

## پیش آگهی
پیش آگهی برای ARS به دوز تابش بستگی دارد، و هر چیزی بالاتر از ۸ گری تقریباً همیشه کشنده است، حتی با مراقبت‌های پزشکی. سوختگی‌های ناشی از تابش در اثر قرار گرفتن در معرض سطوح پایین‌تر معمولاً پس از ۲ ماه ظاهر می‌شوند، در حالی که واکنش‌های ناشی از سوختگی‌ها ماه‌ها تا سال‌ها پس از درمان با تابش رخ می‌دهد. عوارض ARS شامل افزایش خطر ابتلا به سرطان ناشی از تابش در اواخر زندگی است. طبق مدل خطی بدون آستانه بحث‌برانگیز اما معمولاً کاربردی، هرگونه قرار گرفتن در معرض تابش یونیزان، حتی در دوزهایی که برای ایجاد هرگونه علائم بیماری تابشی بسیار کم است، می‌تواند به دلیل آسیب سلولی و ژنتیکی باعث ایجاد سرطان شود. احتمال ابتلا به سرطان تابع خطی با توجه به دوز موثر تابش است.
سرطان ناشی از تابش ممکن است پس از قرار گرفتن در معرض تابش یونیزان پس از یک دوره نهفته به طور متوسط ۲۰ تا ۴۰ سال رخ دهد.

## تاریخچه
اثرات حاد تابش یونیزان برای اولین بار زمانی مشاهده شد که ویلهلم رونتگن در سال ۱۸۹۵ عمداً انگشتان خود را در معرض اشعه ایکس قرار داد. او مشاهدات خود را در مورد سوختگی‌هایی که ایجاد شده بود و در نهایت بهبود یافتند، منتشر کرد و آن‌ها را به اشتباه به اوزون نسبت داد. رونتگن معتقد بود که رادیکال آزاد تولید شده در هوا توسط اشعه ایکس از اوزون علت آن است، اما اکنون درک شده است که رادیکال‌های آزاد دیگری که در بدن تولید می‌شوند مهم‌تر هستند. دیوید والش برای اولین بار علائم بیماری تابشی را در سال ۱۸۹۷ مشخص کرد.
بلع مواد رادیواکتیو در دهه ۱۹۳۰ باعث بسیاری از سرطان‌های ناشی از تابش شد، اما هیچ کس در معرض دوزهای کافی در نرخ‌های کافی برای ایجاد ARS قرار نگرفت.
بمب‌گذاری‌های اتمی هیروشیما و ناکازاکی منجر به دوزهای حاد بالای تابش به تعداد زیادی از مردم ژاپن شد و بینش بیشتری در مورد علائم و خطرات آن فراهم کرد. جراح بیمارستان صلیب سرخ، تروفومی ساساکی، تحقیقات گسترده‌ای را در مورد این سندرم در هفته‌ها و ماه‌های پس از بمباران‌های هیروشیما و ناکازاکی انجام داد. ساساکی و تیمش توانستند اثرات تابش را در بیماران با فاصله‌های مختلف از خود انفجار نظارت کنند و منجر به ایجاد سه مرحله ثبت شده سندرم شدند. در عرض ۲۵ تا ۳۰ روز پس از انفجار، ساساکی کاهش شدید تعداد گلبول‌های سفید خون را متوجه شد و این کاهش را همراه با علائم تب، به عنوان استانداردهای پیش‌آگهی برای ARS تعیین کرد. بازیگر میدوری ناکا، که در هنگام بمباران اتمی هیروشیما حضور داشت، اولین مورد مسمومیت با تابش بود که به طور گسترده مورد مطالعه قرار گرفت. مرگ او در ۲۴ آگوست ۱۹۴۵ اولین مرگ بود که رسماً به عنوان نتیجه ARS (یا "بیماری بمب اتمی") تأیید شد.
دو پایگاه داده اصلی وجود دارد که حوادث تابشی را ردیابی می‌کنند: ORISE REAC/TS آمریکایی و IRSN ACCIRAD اروپایی.
REAC/TS نشان می‌دهد که ۴۱۷ حادثه بین سال‌های ۱۹۴۴ تا ۲۰۰۰ رخ داده است که حدود ۳۰۰۰ مورد ARS را به وجود آورده است که از این تعداد ۱۲۷ مورد کشنده بوده است. ACCIRAD ۵۸۰ حادثه با ۱۸۰ مورد مرگ ناشی از ARS را برای یک دوره تقریباً مشابه فهرست می‌کند. دو بمباران عمدی در هیچ یک از پایگاه‌های داده گنجانده نشده است و همچنین هیچ سرطان احتمالی ناشی از تابش از دوزهای پایین نیز گنجانده نشده است. حسابداری دقیق به دلیل عوامل مخدوش کننده دشوار است. ARS ممکن است با آسیب‌های معمولی مانند سوختگی‌های بخار همراه باشد یا ممکن است در فردی با شرایط از پیش موجود تحت رادیوتراپی رخ دهد. ممکن است علل متعددی برای مرگ وجود داشته باشد و سهم ناشی از تابش ممکن است نامشخص باشد. برخی از اسناد ممکن است به اشتباه به سرطان‌های ناشی از تابش به عنوان مسمومیت با تابش اشاره کنند یا ممکن است همه افراد در معرض بیش از حد را به عنوان بازمانده بشمارند بدون اینکه ذکر کنند آیا علائمی از ARS داشته‌اند یا خیر.

## موارد قابل توجه
جدول زیر فقط شامل افرادی است که به دلیل تلاش برای زنده ماندن با ARS شناخته شده‌اند. این موارد سندرم مزمن پرتوگیری مانند آلبرت استیونز را که در آن فرد در معرض تابش طولانی مدت قرار می‌گیرد، حذف می‌کند. این جدول همچنین به طور ضروری مواردی را که فرد در معرض تابش بسیار زیادی قرار گرفته است که مرگ قبل از کمک‌های پزشکی یا تخمین دوز رخ داده است، مانند تلاش برای سرقت کبالت-۶۰ که گزارش شده است ۳۰ دقیقه پس از قرار گرفتن در معرض تابش فوت کرده است، حذف می‌کند. ستون نتیجه نشان‌دهنده زمان قرار گرفتن در معرض تا زمان مرگ نسبت داده شده به اثرات کوتاه‌مدت و بلندمدت نسبت داده شده به قرار گرفتن در معرض اولیه است. از آنجایی که ARS با دوز جذب شده کل بدن اندازه‌گیری می‌شود، ستون قرار گرفتن در معرض فقط واحدهای گری (Gy) را شامل می‌شود.
| نتیجه          | سانحه                     | دوز تابش | نام             | تاریخ          |
| -------------- | ------------------------- | -------- | --------------- | -------------- |
| مرگ در 25 روز  | حادثه بحرانی هری داگلیان  | 3.1      | هری داگلیان     | 21 آگوست 1945  |
| مرگ در 9 روز   | حادثه بحرانی اسلاتین      | 11       | لوئیس اسلاتین   | 21 مه 1946     |
| مرگ در 38 ساعت | حادثه بحرانی سسیل کلی     | 36       | سسیل کلی        | 30 دسامبر 1958 |
| مرگ در 49 ساعت | حادثه بحرانی رابرت پیبادی | ~100     | رابرت پیبادی    | 24 جولای 1964  |
| مرگ در 14 روز  | فاجعه چرنوبیل             | 15       | الکساندر آکیموف | 26 آوریل 1986  |
| مرگ در 893 روز | حادثه رادیولوژیکی لیائو   | 3.6      | بیمار "1-DN"    | 2 دسامبر 2001  |

### سایر موجودات
هزاران آزمایش علمی برای مطالعه ARS در حیوانات انجام شده است. یک راهنمای ساده برای پیش‌بینی بقاء و مرگ در پستانداران، از جمله انسان، پس از اثرات حاد استنشاق ذرات رادیواکتیو وجود دارد.